# Campeonato Regional de Fútbol 2017 (Chile)
El Campeonato Regional de Fútbol de 2017, fue la vigésima versión del certamen de fútbol amateur chileno. Contó con la participación de 6 equipos de las ciudades de la Región del Bíobío en ese año. Los clubes participantes fueron Deportes Concepción, Lota Schwager, Deportes Tomé, República Independiente de Hualqui, colegio Quillón y Deportivo Santa Juana.
El campeonato lleva por nombre Hexagonal del Biobío, fue jugado en dos ruedas con un sistema de todos-contra-todos, durante los meses de octubre a diciembre, las llaves de semifinales se jugaron durante ese último mes.
El campeón fue Deportes Tomé, quien se adjudicó su primer título en este torneo.

## Historia del torneo

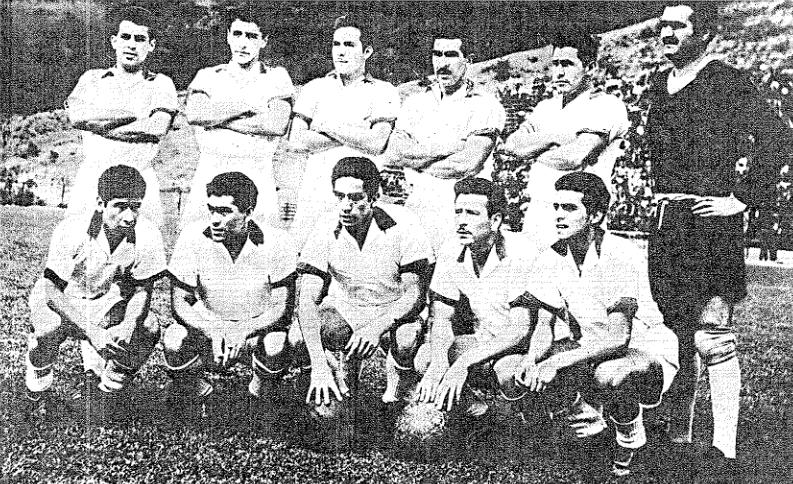
Formación de Deportes Temuco que se coronó campeón del Campeonato Regional del año 1961.

El Campeonato Regional de Concepción, como también fue conocido, registró memorables jornadas deportivas que tuvieron como escenario varias ciudades del sur de Chile, tradicionalmente rivales. Especialmente recordados son los enfrentamientos entre Fernández Vial, equipo ferroviario de Concepción y el Naval de Talcahuano, representante de la Armada de Chile. Ambos cuadros militaron años más tarde en el Torneo Profesional de la Asociación Central de Fútbol.
Este torneo concentraba la atención futbolística de 11 importantes ciudades de la zona. Participaron equipos de Linares, Chillán, Concepción, Coronel, Lota, Talcahuano, Penco, Lirquén, Tomé, Los Ángeles y Temuco. Todas las grandes empresas de la zona industrial tenían sus representantes. Estaban presentes los mineros del carbón, los acereros, los telares, los náuticos, los ferroviarios, los loceros y los universitarios.
Pese a que estos equipos eran amateurs o semi-profesionales, sostuvieron importantes encuentros con selecciones de jerarquía mundial. Así fue como en los primeros años de la década del 60, los principales equipos del torneo, Vial y Naval, fueron dignos rivales de equipos que contaban en sus filas con los mejores futbolistas del orbe de esa época. Los ferroviarios enfrentaron en la inauguración del estadio Las Higueras, a la Selección de fútbol de Hungría que se preparaba para participar en la Copa Mundial de Fútbol de 1962 a realizarse en Chile, y que contaba en sus filas a algunos notables de la selección subcampeona del mundo de 1954, como Tichy y Grosics. Por su parte, los náuticos recibieron en el estadio El Morro al Santos de Brasil comandada por el Rey Pelé, y que acababa de ganar la Copa Intercontinental de Clubes.

## Sistema de torneo

### Fases del torneo
- Fase inicial: Los 6 equipos se enfrentan en el sistema todos contra todos, jugándose 2 ruedas, sumando un total de 10 fechas. Los 4 primeros accederán a la Fase Final. Los partidos se desarrollarán en los respectivos estadios de cada club.

- Fase final: Los 4 equipos se enfrentan según se hayan quedado en la fase inicial (1º vs 4º y 2º vs 3º). Se juegan a partido único tanto las llaves de semifinales, como la final. Estos partidos se disputaron íntegramente en el estadio Ester Roa Rebolledo de Concepción.

### Reglas del torneo
El torneo se rige por las reglas que actualmente tiene la ANFA, a saber, que todos los participantes deben tener equipos sub-23, con excepción de 2 jugadores que pueden ser mayores de 25 años. La gran novedad de este campeonato es que, a diferencia de los que actualmente rige el ente amateur, véase Tercera A y Tercera B, en este hexagonal  sí  se puede inscribir extranjeros, no conociéndose aún el límite de extranjeros.

## Equipos participantes

### Equipos por ciudad
| Equipo                             | Región | Comuna o ciudad |
| ---------------------------------- | ------ | --------------- |
| Colegio Quillón                    | Ñuble  | Quillón         |
| CSD Concepción                     | Biobío | Concepción      |
| Deportivo Santa Juana              | Biobío | Santa Juana     |
| Deportes Tomé                      | Biobío | Tomé            |
| Lota Schwager                      | Biobío | Coronel         |
| República Independiente de Hualqui | Biobío | Hualqui         |

| Deportes Tomé Deportes Concepción Lota Schwager República I. de Hualqui colegio Quillón Deportivo Santa Juana |

### Información de los equipos
| Equipo                             | Ciudad      | Entrenador         | Estadio Principal           | Capacidad |
| Colegio Quillón                    | Quillón     | Edgardo Abdala     | José Campos Orellana        | 1.500     |
| CSD Concepción                     | Concepción  | Antonio Zaracho    | Ester Roa Rebolledo         | 30.448    |
| Deportivo Santa Juana              | Santa Juana | Marcelo Valenzuela | Municipal de Santa Juana    | 1.000     |
| Deportes Tomé                      | Tomé        | Raúl Aguilera      | Juan Rogelio Núñez          | 1.000     |
| Lota Schwager                      | Coronel     | Jorge Torres       | Municipal Federico Schwager | 7.000     |
| República Independiente de Hualqui | Hualqui     | Mario Araya        | Municipal de Hualqui        | 1.000     |

## Fase inicial

### Tabla de posiciones
| Pos. | Equipos                            | PTS | PJ | PG | PE | PP | GF | GC | DIF | REND. |
| ---- | ---------------------------------- | --- | -- | -- | -- | -- | -- | -- | --- | ----- |
| 1.   | Lota Schwager                      | 26  | 10 | 8  | 2  | 0  | 20 | 6  | +14 | 86,6% |
| 2.   | CSD Concepción                     | 19  | 10 | 6  | 1  | 3  | 19 | 9  | +10 | 63,3% |
| 3.   | República Independiente de Hualqui | 18  | 10 | 6  | 0  | 4  | 29 | 14 | +15 | 60%   |
| 4.   | Deportes Tomé                      | 16  | 10 | 5  | 1  | 4  | 15 | 12 | +3  | 53,3% |
| 5.   | Colegio Quillón                    | 4   | 10 | 1  | 1  | 8  | 6  | 23 | -17 | 13,3% |
| 6.   | Deportivo Santa Juana              | 4   | 10 | 1  | 1  | 8  | 14 | 39 | -25 | 13,3% |

     Clasifica a la Fase final del Torneo.

### Evolución de la tabla de posiciones
| Equipo / Fecha                     | 1 | 2 | 3 | 4 | 5 | 6 | 7 | 8 | 9 | 10 |
| ---------------------------------- | - | - | - | - | - | - | - | - | - | -- |
| Lota Schwager                      | 2 | 1 | 1 | 2 | 1 | 1 | 1 | 1 | 1 | 1  |
| CSD Concepción                     | 4 | 4 | 3 | 3 | 3 | 2 | 2 | 2 | 2 | 2  |
| República Independiente de Hualqui | 1 | 3 | 2 | 1 | 2 | 4 | 3 | 3 | 3 | 3  |
| Deportes Tomé                      | 3 | 2 | 4 | 4 | 4 | 3 | 4 | 4 | 4 | 4  |
| Colegio Quillón                    | 6 | 6 | 6 | 6 | 6 | 6 | 5 | 5 | 5 | 5  |
| Deportivo Santa Juana              | 5 | 5 | 5 | 5 | 5 | 5 | 6 | 6 | 6 | 6  |

### Resultados de la fase inicial

#### Primera rueda
|  | República Independiente de Hualqui | 6 - 1 | Colegio Quillón       |  | Municipal de Hualqui | 14 de octubre | 19:00 |
|  | Lota Schwager                      | 3 - 1 | Deportivo Santa Juana |  | Federico Schwager    | 15 de octubre | 16:00 |
|  | Deportes Tomé                      | 1 - 0 | CSD Concepción        |  | Juan Rogelio Núñez   | 15 de octubre | 16:30 |

|  | Lota Schwager                      | 0 - 0 | Colegio Quillón       |  | Municipal de Los Álamos | 21 de octubre | 16:00 |
|  | Deportes Tomé                      | 1 - 1 | Deportivo Santa Juana |  | Juan Rogelio Núñez      | 22 de octubre | 16:30 |
|  | República Independiente de Hualqui | 1 - 2 | CSD Concepción        |  | Municipal de Hualqui    | 22 de octubre | 17:00 |

|  | Deportivo Santa Juana | 0 - 4 | República Independiente de Hualqui |  | Municipal de Santa Juana | 27 de octubre | 17:30 |
|  | Deportes Tomé         | 0 - 1 | Lota Schwager                      |  | Juan Rogelio Núñez       | 28 de octubre | 16:30 |
|  | CSD Concepción        | 1 - 0 | Colegio Quillón                    |  | Ester Roa Rebolledo      | 28 de octubre | 19:00 |

|  | República Independiente de Hualqui | 3 - 1 | Deportes Tomé   |  | Municipal de Hualqui     | 1 de noviembre | 18:00 |
|  | Deportivo Santa Juana              | 4 - 1 | Colegio Quillón |  | Municipal de Santa Juana | 2 de noviembre | 20:00 |
|  | Lota Schwager                      | 1 - 1 | CSD Concepción  |  | Federico Schwager        | 2 de diciembre | 17:00 |

|  | Deportivo Santa Juana | 1 - 2 | CSD Concepción                     |  | Municipal de Santa Juana | 4 de noviembre | 18:00 |
|  | Lota Schwager         | 2 - 0 | República Independiente de Hualqui |  | Federico Schwager        | 5 de noviembre | 15:00 |
|  | Deportes Tomé         | 1 - 0 | Colegio Quillón                    |  | Juan Rogelio Núñez       | 8 de noviembre | 16:30 |

#### Segunda rueda
|  | Colegio Quillón                    | 0 - 2 | Deportes Tomé         |  | José Campos Orellana | 11 de noviembre | 17:00 |
|  | CSD Concepción                     | 6 - 1 | Deportivo Santa Juana |  | Ester Roa Rebolledo  | 12 de noviembre | 16:00 |
|  | República Independiente de Hualqui | 1 - 2 | Lota Schwager         |  | Municipal de Hualqui | 12 de noviembre | 18:00 |

|  | Colegio Quillón | 3 - 1 | Deportivo Santa Juana              |  | José Campos Orellana | 15 de noviembre | 18:30 |
|  | Deportes Tomé   | 4 - 2 | República Independiente de Hualqui |  | Juan Rogelio Núñez   | 6 de diciembre  | 18:00 |
|  | CSD Concepción  | 1 - 2 | Lota Schwager                      |  | Municipal de Hualqui | 10 de diciembre | 18:00 |

|  | Deportivo Santa Juana | 1 - 5 | Lota Schwager                      |  | Municipal de Santa Juana | 17 de noviembre | 20:00 |
|  | CSD Concepción        | 2 - 1 | Deportes Tomé                      |  | El Morro                 | 22 de noviembre | 20:00 |
|  | Colegio Quillón       | 0 - 1 | República Independiente de Hualqui |  | José Campos Orellana     | 2 de diciembre  | 18:00 |

|  | Colegio Quillón       | 1 - 3 | Lota Schwager                      |  | José Campos Orellana     | 22 de noviembre | 18:30 |
|  | CSD Concepción        | 0 - 1 | República Independiente de Hualqui |  | Municipal de Hualqui     | 29 de noviembre | 18:00 |
|  | Deportivo Santa Juana | 2 - 4 | Deportes Tomé                      |  | Municipal de Santa Juana | 29 de noviembre | 20:00 |

|  | Colegio Quillón                    | 0 - 4  | CSD Concepción        |  | José Campos Orellana | 25 de noviembre | 16:00 |
|  | República Independiente de Hualqui | 10 - 2 | Deportivo Santa Juana |  | Municipal de Hualqui | 25 de noviembre | 19:00 |
|  | Lota Schwager                      | 1 - 0  | Deportes Tomé         |  | Federico Schwager    | 26 de noviembre | 16:00 |

## Fase final

### Cuadro principal
|  | Semifinales                   | Semifinales                   | Semifinales                   |                               |               | Final         | Final | Final |  |
|  |                               |                               |                               |                               |               |               |       |       |  |
|  |                               |                               |                               |                               |               |               |       |       |  |
|  | Lota Schwager                 | Lota Schwager                 | 0 (2)                         |                               |               |               |       |       |  |
|  | Lota Schwager                 | Lota Schwager                 | 0 (2)                         |                               |               |               |       |       |  |
|  | Deportes Tomé                 | Deportes Tomé                 | 0 (4)                         |                               |               |               |       |       |  |
|  | Deportes Tomé                 | Deportes Tomé                 | 0 (4)                         |                               | Deportes Tomé | Deportes Tomé | 3     |       |  |
|  |                               |                               |                               |                               | Deportes Tomé | Deportes Tomé | 3     |       |  |
|  |                               |                               | Rep. Independiente de Hualqui | Rep. Independiente de Hualqui | 2             |               |       |       |  |
|  | CSD Concepción                | CSD Concepción                | Rep. Independiente de Hualqui | Rep. Independiente de Hualqui | 2             | 1 (1)         |       |       |  |
|  | CSD Concepción                | CSD Concepción                |                               |                               |               | 1 (1)         |       |       |  |
|  | Rep. Independiente de Hualqui | Rep. Independiente de Hualqui | 1 (3)                         |                               |               |               |       |       |  |
|  | Rep. Independiente de Hualqui | Rep. Independiente de Hualqui | 1 (3)                         |                               |               |               |       |       |  |
|  |                               |                               |                               |                               |               |               |       |       |  |

#### Resultados de la fase final
|  | Lota Schwager  | 0 - 0 (Penales: 2 - 4) | Deportes Tomé                      |  | Federico Schwager   | 16 de diciembre | 17:30 |
|  | CSD Concepción | 1 - 1 (Penales: 1 - 3) | República Independiente de Hualqui |  | Ester Roa Rebolledo | 19 de diciembre | 20:00 |

|  | Deportes Tomé | 3 - 2 | República Independiente de Hualqui |  | Ester Roa Rebolledo | 22 de diciembre | 18:30 |

## Cuadro Final
| Cuadro de Honor                    | Cuadro de Honor | Cuadro de Honor |
| Equipo                             | Premio          | Título(s)       |
| ---------------------------------- | --------------- | --------------- |
| Deportes Tomé                      | Campeón         |                 |
| República Independiente de Hualqui | Subcampeón      |                 |

### Campeón
|                                 |
| Campeón Deportes Tomé 1° título |
|                                 |

## Goleadores
Actualizado el 21 de diciembre de 2017.

| Top 10              | Top 10                             | Top 10 |
| ------------------- | ---------------------------------- | ------ |
| Jugador             | Equipo                             | Goles  |
| Ignacio Hermosilla  | República Independiente de Hualqui | 7      |
| Daniel Benavente    | CSD Concepción                     | 6      |
| Jorge Jiménez       | Deportivo Santa Juana              | 4      |
| Dylan Vallejos      | Lota Schwager                      | 4      |
| Víctor Retamal      | República Independiente de Hualqui | 4      |
| Rubén Sepúlveda     | República Independiente de Hualqui | 4      |
| Francisco Yáñez     | CSD Concepción                     | 3      |
| Cristián Hermosilla | CSD Concepción                     | 3      |
| Víctor Ramírez      | Lota Schwager                      | 3      |
| Sebastián Hurtado   | Lota Schwager                      | 3      |

| Tabla de goleadores completa | Tabla de goleadores completa       | Tabla de goleadores completa |
| ---------------------------- | ---------------------------------- | ---------------------------- |
| Jugador                      | Equipo                             | Goles                        |
| Juan Belmar                  | República Independiente de Hualqui | 3                            |
| Matías Cerda                 | CSD Concepción                     | 2                            |
| Giovanni Maldonado           | colegio Quillón                    | 2                            |
| Roberto Calderón             | colegio Quillón                    | 2                            |
| Bastián Jara                 | República Independiente de Hualqui | 2                            |
| Marcelo Melo                 | República Independiente de Hualqui | 2                            |
| Cristopher Navarro           | República Independiente de Hualqui | 2                            |
| Javier Luna                  | República Independiente de Hualqui | 2                            |
| Carlos Irribarra             | Lota Schwager                      | 2                            |
| Matías Jérez                 | Lota Schwager                      | 2                            |
| José Isla                    | Lota Schwager                      | 2                            |
| Jacob Jara                   | Deportivo Santa Juana              | 2                            |
| Juan Cuellar                 | Deportivo Santa Juana              | 2                            |
| Christopher Lara             | Deportes Tomé                      | 2                            |
| Paul Parra                   | Deportes Tomé                      | 2                            |
| Felipe Cartes                | Deportes Tomé                      | 2                            |
| Esteban González             | CSD Concepción                     | 1                            |
| Sebastián Sepúlveda          | CSD Concepción                     | 1                            |
| Marco Deramond               | CSD Concepción                     | 1                            |
| Felipe Barrientos            | CSD Concepción                     | 1                            |
| Pedro Gatica                 | CSD Concepción                     | 1                            |
| Felipe Gajardo               | Lota Schwager                      | 1                            |
| Cristian Fernández           | Lota Schwager                      | 1                            |
| Cristián Gómez               | Lota Schwager                      | 1                            |
| Felipe Valencia              | Lota Schwager                      | 1                            |
| Ángelo Anfossi               | República Independiente de Hualqui | 1                            |
| Nikel Fernández              | República Independiente de Hualqui | 1                            |
| Eduardo Albornoz             | República Independiente de Hualqui | 1                            |
| Edward Alarcón               | Deportes Tomé                      | 1                            |
| Bastián Bustos               | Deportes Tomé                      | 1                            |
| Marcelo Venegas              | Deportes Tomé                      | 1                            |
| Nicolás Mejías               | Deportes Tomé                      | 1                            |
| Matías Lagos                 | Deportes Tomé                      | 1                            |
| Juan Ferrer                  | Deportes Tomé                      | 1                            |
| Carlos Poblete               | Deportes Tomé                      | 1                            |
| Manuel García                | Deportes Tomé                      | 1                            |
| Yerko Betancur               | Deportes Tomé                      | 1                            |
| Jorge Villagrán              | Deportivo Santa Juana              | 1                            |
| Jorge Yáñez                  | Deportivo Santa Juana              | 1                            |
| Rodrigo Jerez                | Deportivo Santa Juana              | 1                            |
| Felipe Molina                | Deportivo Santa Juana              | 1                            |
| Jonathan Rodríguez           | Deportivo Santa Juana              | 1                            |
| Kevin Gajardo                | Deportivo Santa Juana              | 1                            |
| Luis González                | colegio Quillón                    | 1                            |
| Sebastián Navarrete          | colegio Quillón                    | 1                            |

### Autogoles
| Lista            | Lista                 | Lista                              | Lista |
| ---------------- | --------------------- | ---------------------------------- | ----- |
| Jugador          | Equipo                | Favorecido                         | Goles |
| Rambert Riquelme | Deportivo Santa Juana | CSD Concepción                     | 1     |
| Kevin Gajardo    | Deportivo Santa Juana | República Independiente de Hualqui | 1     |